# Шарпен — Шарль Эрню (станция метро)
«Шарпе́н — Шарль Эрню́» (фр. Charpennes— Charles Hernu) — пересадочный узел линий A и B Лионского метрополитена.

## Расположение
Станция находится в пригороде Лиона коммуне Вийёрбан. Платформы станций расположены под площадью Шарль Эрню (фр. place Charles Hernu) и проспектом Эмиль Золя (фр. cours Émile Zola), в районе пересечения улиц Эмерод (фр. rue des Émeraudes и Габриэль Пери (фр. rue Gabriel Péri) и проспектов Эмиль Золя и Виттон (фр. Vitton). Вход на станцию производится с  площади Шарль Эрню.

## Особенности
Станции обеих линий открыты 2 мая 1978 года в составе первой очереди Лионского метрополитена от станции Перраш до станции Лоран Бонве — Астробаль (линия A) и от станции Шарпен — Шарль Эрню до станции Гар Пар-Дьё — Вивье Мерль (линия B). Станция линии A состоит из двух путей и двух боковых платформ. Особенностью станции линии B является то, что первоначально её строительство не планировалось, так как предполагалось, что в данном месте единственная линия будет разделяться на два рукава. Однако, в процессе строительства было принято решение построить полноценную линию и пересадочную станцию. Единственным местом, где можно было построить эту станцию был непосредственно тоннель ответвления. Таким образом, станция линии B находится в одной вертикальной плоскости с линией A и имеет единственную платформу, соединённую со станцией линии A коридором. На месте планировавшейся вилки была сооружена служебная соединительная ветвь между линиями.
Пассажиропоток пересадочного узла по в 2006 году составил 716 414 чел./мес.

## Происхождение названия
Первоначальное название станции — «Шарпен — Вийёрбан». Первая часть названия дана в честь прежнего названия площади Шарль Эрню — Шарпен, названной так в честь исторического наименования данного квартала. Вторая часть названия — «Вийёрбан», дана в честь коммуны, где расположена станция. Однако, 17 января 1990 года после скоропостижной кончины мэра коммуны Шарля Эрню, площади было присвоено его имя. Вслед за этим было изменено и название станции метро.

## Достопримечательности
- Больница Шарпен
- Русский православный храм Николая Чудотворца

## Наземный транспорт
Со станции существует пересадка на следующие виды транспорта:

  — трамвай

  — троллейбус

   — «главный» автобус

    — автобус